# Seznam jezikov
To je seznam jezikov  sveta, zložen po abecedi s slovenskimi imeni. Za bolj sestaven seznam glej jezikovne družine in jeziki ali ISO 639.
Seznam vsebuje naravne in umetne jezike, ki jih govorijo ljudje. 

## A
- aasakščina
- abaujščina
- abazinščina
- abejščina
- abhaščina
- abuarapeščina
- aderščina
- adigejščina
- afadščina
- afarščina
- afrikanščina
- ajmarščina
- akadščina
- albanščina
- aleutščina
- alumu-tesujščina
- alžirska saharska arabščina
- amalščina
- amarasijščina
- ambrakščina
- amharščina
- anambejščina
- angleščina
- anglonormanščina
- ankavščina
- arabščina
- aramejščina
- aranadanščina
- aravaščina
- aravkanščina
- arbereščina
- argabščina
- arifama-miniafijščina
- armenščina
- aromunščina
- arvanitiška albanščina
- asamščina
- asturleonščina
- ašantščina
- avarščina
- avestijščina
- azerbajdžanščina

## B
- balijščina
- balkanska romščina
- balkarščina - glej karačaj-balkarščina
- baltski jeziki
- bambarščina
- bantujski jeziki
- baskovščina
- baškirščina
- batarijščina
- bataščina
- beloruščina
- beluščina
- bengalščina
- berberski jeziki
- bhojpuri - glej bodžpurščina
- biharščina
- bikolščina
- bislamščina
- bodžpurščina (bhojpuri)
- bokmål - glej norveščina
- bolgarščina
- bosanščina
- bretonščina
- buginščina
- burjatščina
- burmanščina

## C
- cebuanščina
- cerkvenoslovanščina

## Č
- čagatajščina
- čamalski jeziki
- čamorščina
- čečenščina
- čejenščina
- čerkeščina
- čerokeščina
- češčina
- čevščina, njanščina
- čibčevščina
- čipevščina
- črnogorščina
- čukotščina (čukščina)
- čuvaščina

## D
- dajaščina
- danščina
- darginščina
- darščina (dari, perzijski dari, vzhodna perzijščina)
- divehi - glej maldivijščina
- dravidski jeziki
- druge angleške kreolščine in pidžini
- druge francoske kreolščine in pidžini
- druge portugalske kreolščine in pidžini
- drugi jeziki
- dzongkha
- džibalijščina

## E
- egipčanščina
- elamščina
- endegenščina
- enemorščina
- erzjanščina
- esperanto
- estonščina
- etruščina (etrurščina, etruščanščina)
- evenščina
- ezhaščina

## F
- faliskijščina
- feničanščina
- ferščina
- fidžijščina
- filipinski jeziki
- finščina
- francoščina
- frigijščina
- frizijščina
- fulščina
- furlanščina

## G
- gajščina
- galatščina
- galicijščina
- galščina
- gbajski jeziki (gbaya ali gbaya-manza-ngbaka)
- gelščina
- germanski jeziki
- ghotuojščina
- gikujščina
- gilbertščina
- gjetoščina
- gogotščina
- gotščina
- govorica s kretnjami
- grenladščina
- grščina
- gruzinščina
- gudžaratščina
- guraščina
- gurmščina
- gvaranijščina

## H
- haidščina
- hakaščina
- hantijščina
- harsusijščina
- havajščina
- havščina (hausa)
- hebrejščina
- hetitščina
- hilingajnonščina
- hindijščina
- hiri motu
- hmonščina, miaojščina
- hobjotščina
- hrvaščina
- hupščina

## I
- ibanščina
- indijski, drugi
- indoevropski jeziki
- indonezijščina
- inekvorščina
- inguščina
- inuktituščina
- iranski jeziki
- irokeščina
- irščina
- islandščina
- istroromunščina
- italijanščina
- italski jeziki

## J
- jakutščina
- jaojščina
- japonščina
- javanščina
- jidiš
- jorubščina
- jupiški jeziki
- južna ndebelščina
- južna samščina?
- južni sotho
- južnoameriški indijanski jeziki

## K
- kabardinščina
- kabilščina
- kadajščina
- kalmiščina
- kamboščina
- kamunščina
- kanareščina
- karačaj-balkarščina
- karakalpaščina
- karelščina
- karenščina
- karijščina
- kastiljščina
- kašmirščina
- kašubščina
- katalonščina
- kavi
- kazaščina
- kečuanščina
- keltiberščina
- keltski jeziki
- khaščina
- kikujščina
- kirgiščina
- kirundščina
- kitajsko-tibetanski jeziki
- kitajščina
- klingonščina
- kmerščina
- kojsanski jeziki
- komijščina
- kongovščina
- koptščina
- korejščina
- korjaščina
- kornijščina
- korzijščina
- koščina
- kreolščine in pidžini
- krijščina
- krujska angleščina
- kumbrijščina
- kumiščina
- kurdščina
- kušitski jeziki
- kutenajščina

## L
- ladinščina
- laoščina
- latinščina
- latvijščina
- lemnijščina
- lepontščina
- lezginščina
- liburnijščina
- lidijščina
- likijščina
- lingala
- litvanščina
- lubalulujščina
- luksemburščina
- luvijščina
- lužiška srbščina

## M
- madurščina
- madžarščina
- majevski jeziki
- makasarščina
- makedonščina
- malajalščina
- malajščina
- maldivijščina (dhivehi, divehi)
- malgaščina
- malteščina
- mandobska ataščina
- mandžurščina
- manipurščina
- manska gelščina
- maorščina
- maratščina
- marijščina
- marshallovščina
- masajščina
- maskvanščina
- meglenoromunščina
- mehriščina
- mesapščina
- mohoščina
- mokšanščina
- moldavščina (lokalno ime za romunščino)
- mongolščina
- monsko-kmerski jeziki
- mosanščina
- mosijščina
- muherščina
- mundski jeziki

## N
- nahuatl
- navaščina
- nemščina
- nenška jezika
- nepalščina
- nevarščina
- niaščina
- nigrsko-kordofanski jeziki
- nilsko-saharski jeziki
- niuejščina
- nizka nemščina
- nizka saščina
- nizozemščina
- njanščina
- nogajščina
- normanščina
- norveščina
- norveščina, bokmal - glej norveščina
- norveščina, nynorsk - glej novonorveščina
- novonorveščina (nynorsk)
- nubijski jeziki

## O
- odžibvovščina
- okcitanščina
- ongotščina
- orijščina
- oromščina
- osetinščina
- oskijščina
- otomanska turščina

## P
- palajščina
- palavanščina
- pali
- pandžabščina
- pangasinanščina
- papiamentu
- papuanski jeziki
- pará arárščina
- partščina
- paštu
- perzijščina
- pitcairnščina
- pizidijščina
- podlaščina
- poljščina
- portugalščina
- posredniški jezik, interlingva
- provansalščina

## R
- radžastanščina
- rapanujščina
- retijščina
- retoromanščina
- romanski jeziki
- romščina
- romunščina
- rundščina
- ruščina

## S
- samaritanska aramejščina
- samoanščina
- samijski jeziki
- samojedski jeziki
- sangro
- sanskrt
- santalščina
- sardinščina
- sasaščina
- selkupščina
- seltščina
- semitski jeziki
- severna ndebelščina
- severna samščina
- severni sotho
- severnoameriški indijanski jeziki
- sindščina
- singalščina
- sirščina
- sjujščina
- slovanski jeziki
- slovaščina
- slovenščina
- sodoščina
- sokvotriščina
- solong
- somalijščina
- songajščina
- spodnja nemščina
- spodnja saščina
- srbščina
- srednja angleščina
- srednja francoščina
- srednja irščina
- srednja nizozemščina
- srednja visoka nemščina
- srednjeameriški indijanski jeziki
- stara angleščina
- stara francoščina
- stara grščina
- stara irščina
- stara nordijščina
- stara perzijščina
- stara provansalščina
- stara visoka nemščina
- starobolgarščina
- stara cerkvena slovanščina
- staroegipčanski jeziki
- staroslovanščina
- sudanščina
- sumerščina
- sundščina
- susuamijščina
- svahilščina
- svazijščina?

## Š
- šanščina
- škotska gelščina
- šonščina
- španščina
- švedščina

## T
- tibetanščina
- tabasaranščina
- tadžiščina
- tagaloščina
- tahitijščina
- tajščina
- tamilščina
- tatarščina
- telugu
- tibetanščina
- tigrajščina (tigrinjščina)
- tigrejščina
- tlingitščina
- toharščina
- tok pisin
- tonganščina
- tsimšijščina
- tundrska nenščina
- tupijski jeziki
- turkmenščina
- turščina
- tuvalujščina
- tuvinščina

## U
- udmurtščina
- ugaritščina
- ugrofinski jeziki
- ujgurščina
- ukrajinščina
- ulbarščina
- umbrijščina
- umetni jeziki
- urdujščina
- uzbeščina

## V
- vajščina
- vakaški jeziki
- valižanščina (waleščina)
- valonščina
- več jezikov
- venetščina
- vepsijščina
- vietnamščina
- volanščina
- volapük
- votjaščina
- vzhodna abnakščina

## Z
- zulujščina
- zvajščina